# 系统软件
系統軟體（英語：System software），主要指用來執行或控制硬體所開發的計算機軟體，如作業系統、直譯器、編譯器、資料庫管理系統、公用程式等面向开发者的软件。
系統軟體一詞常與系統程式（system program）混用，狹義而言，系統程式指的是作業系統設計，以及與作業系統相關的程式，例如行程排班、記憶體管理、行程通訊、平行程式、驅動程式等等；廣義來說，系統程式泛指與計算機系統相關的程式設計，例如嵌入式系統、組合語言程式設計、C語言程式設計、Linux核心程式設計等等；而系統軟體主要指的是輔佐系統程式能夠在電腦上執行或執行特定工作（例如除錯、行程排班）等等的工具程式。
常見的系統軟體包含：
- 作業系統（operating system）：負責控制與管理計算機硬體與軟體資源，並提供使用者操作介面，讓使用者可與計算機互動的系統軟體，例如：UNIX、Linux、OS X、Microsoft Windows。
- 編譯器（compiler）：將程式語言撰寫的程式碼，轉換成計算機可識讀的機器語言，產生可執行檔案，例如：GNU C Compiler（GCC）、LLVM，現今許多編譯器包含了編譯、組譯與連結等多種系統程式功能。
- 直譯器（interpreter）：能夠把高階程式語言逐行直接轉譯執行，而非將所有內容都轉譯後才執行。
- 链接器（linker）：將由編譯器或組譯器產生的目的檔和外部程式庫連結為一個可執行檔案。
- 載入器（loader）：負責將程式載入到記憶體中，並配置記憶體與相關參數，使之能夠執行，現今許多整合開發環境（IDE）整合了編譯器與載入器，使的開發人員可以在編譯後立即執行測試結果。
- 組譯器（assembly）：將用組合語言編寫，或是編譯器轉換過程中產生的組合語言檔案，轉換成機器語言檔案。
- 除錯器（debugger）：用於偵錯其它程式，能夠讓程式碼在指令組模擬器（ISS）中可以檢查執行狀況以及選擇性地執行（例如設定中斷點）。
- 硬體驅動程式（driver）：它提供了一個軟硬體介面，讓電腦軟體可以與硬體互動的程式。
- 公用程式（utility software）：管理電腦的許多工具程式，如：檔案管理程式、格式化工具、磁碟管理。

## 外部連結
- System Software: An Introduction to Systems Programming（3rd Edition）（页面存档备份，存于）
- Advanced Programming in UNIX Environment （页面存档备份，存于）